# 俄烏戰爭期間的過濾營系統
過濾營（俄语：фильтрационных лагерей），也稱為集中營（英語：Concentration camps），在2022年俄羅斯入侵烏克蘭期間被俄軍使用，以處理佔領區內的烏克蘭公民，隨後再將他們移轉至俄羅斯。
曾在過濾營中受審的人報告，毆打、電刑和殺戮時有所聞。
無法獨立核實移轉到俄羅斯的烏克蘭公民人數。據烏克蘭政府表示，約有160萬名烏克蘭人被迫遷往俄羅斯，其中約有25萬是兒童。俄羅斯政府否認它正在強行將烏克蘭人遷移至俄羅斯，並將驅逐行動稱為「疏散」。